# Ramon Ramon i Raga
Ramon Ramon i Raga (Catarroja, 1970) és un escriptor valencià, autor d'obres de poesia i narrativa.
Ramon es dedica professionalment a l'escriptura i a la correcció lingüística. Bona part de les seves obres literàries són de poesia i han rebut diversos premis. Però va ser amb la publicació de No sé què mor. Dietari 2017-2019, un dietari de gènere narratiu, que va assolir el major dels ressons, especialment després que li fora atorgat el Premi Andròmina de narrativa de 2020. L'any 1991, en els seus orígens com a escriptor, quan tenia vint-i-un anys, va publicar el seu primer poemari: A tall d'incendi. De naturalesa realista, l'obra va tenir bona acollida i va ser guardonada amb el Premi Benvingut Oliver de 1991. A continuació va publicar tres obres més de poesia: l'any 1995, Primavera inacabada (premi de poesia Festa d'Elx de 1992); l'any 1999, Contra el desig (Premi Manuel Rodríguez Martínez); i l'any 2004, Cor desmoblat.